# The Brotherhood of Satan
Pour plus de détails, voir Fiche technique et Distribution.
The Brotherhood of Satan est un film américain réalisé par Bernard McEveety, sorti en 1971.

## Fiche technique
- Titre : The Brotherhood of Satan
- Réalisation : Bernard McEveety
- Scénario : Sean MacGregor et William Welch
- Musique : Jaime Mendoza-Nava
- Pays d'origine : États-Unis
- Format : Couleurs - 2,35:1 - Mono
- Genre : horreur
- Date de sortie : 1971

## Distribution
- Strother Martin : Doc Duncan
- L. Q. Jones : Shériff
- Charles Bateman : Ben
- Ahna Capri : Nicky
- Charles Robinson : Prêtre
- Alvy Moore : Tobey
- Judith McConnell : Phyllis